# Vincent Cali
Vincent Cali (Saint-Étienne, 22 april 1970) is een Frans voormalig wielrenner, die beroeps was tussen 1996 en 2003.

## Wielerloopbaan
Cali's grootste overwinning was die van de Ronde van de Limousin in 1998. Hij legde de basis voor zijn eindzege met een solo-vlucht in de derde etappe.

## Belangrijkste overwinningen
1996
- Eindklassement Ronde van de Isard (U23)

1998
- 3e etappe Ronde van de Limousin
- Eindklassement Ronde van de Limousin

## Resultaten in voornaamste wedstrijden
| Jaar | Ronde van Italië | Ronde van Frankrijk | Ronde van Spanje |
| ---- | ---------------- | ------------------- | ---------------- |
| 1996 |                  |                     |                  |
| 1998 | opgave           |                     | 51e              |
| 1999 |                  |                     |                  |
| 2000 |                  |                     |                  |
| 2001 |                  |                     |                  |

| Jaar | Luik-Bast.‑Luik | Bretagne Classic |
| ---- | --------------- | ---------------- |
| 1996 |                 | 30e              |
| 1998 |                 |                  |
| 1999 |                 | 42e              |
| 2000 | 97e             |                  |
| 2001 | 90e             | 7e               |